# Vasil Evtimov
Vasil Iliev Evtimov, detto Vasco (in bulgaro Васил Илиев "Васко" Евтимов?; Sofia, 30 maggio 1977), è un allenatore di pallacanestro ed ex cestista bulgaro naturalizzato francese.

## Biografia
È figlio di Ilija Evtimov e fratello di Ilian Evtimov, entrambi cestisti.

## Carriera

### Giocatore

#### Club

Evtimov nel 2001 alla Fortitudo Bologna

Nato in Bulgaria, si trasferì da bambino in Francia, paese in cui il padre Ilija Evtimov si stabilì per motivi cestistici sul finire degli anni '80. Ciò gli consentì di ottenere, oltre che il passaporto bulgaro, anche quello francese.
Giocò, seppur con un minutaggio piuttosto basso, a livello universitario per i North Carolina Tar Heels sia nel 1996-97 (3,7 minuti a partita) che nel 1998-99 (11,4 minuti a partita). In mezzo, tra il 1997 e il 1998, ebbe una parentesi al Pau-Orthez dovuta all'obbligo di prestare servizio militare di leva nell'esercito francese (fatto che, tra l'altro, spinse la NCAA a squalificarlo per alcune partite a causa del regolamento che vietava agli studenti-atleti di giocare con squadre professionistiche).
Rientrato in Europa, trascorse due stagioni in Grecia, una con la maglia del Dafni e una con quella del Maroussi. Proprio con il Maroussi vinse la Coppa Saporta 2000-2001, risultando il miglior rimbalzista del torneo con 12,6 di media, oltre a 13,6 punti.
Nell'agosto 2001 diventò un nuovo giocatore della Fortitudo Bologna, tuttavia nel corso della stagione uscì dal quintetto titolare di coach Matteo Boniciolli e venne messo sul mercato. La sua prima parentesi in biancoblu (8,9 punti e 6,8 rimbalzi le sue cifre in 20 gare di campionato, 6,8 punti e 5,7 rimbalzi in 11 gare di Eurolega) terminò così a febbraio, quando passò temporaneamente ai russi dell'Ural Great Perm', anch'essi partecipanti all'Eurolega.
Nell'estate 2002 transò il proprio contratto con il club bolognese e tornò a militare nel campionato francese, firmato dall'ASVEL Villeurbanne. Su 30 partite di campionato partì titolare in 8 occasioni, chiudendo il torneo con medie di 8,5 punti e 7,0 rimbalzi in 18,3 minuti di utilizzo medio. Anche in questo caso la squadra disputò l'Eurolega, venendo eliminata alle Top 16.
Il 26 luglio 2003 viene ufficializzato il suo approdo Caja San Fernando Siviglia, dove rimase per poco più di una stagione e mezzo. Nel primo campionato trascorso con gli andalusi mise a referto 10,5 punti e 10,8 rimbalzi in 28 minuti di media, mentre l'anno seguente, sotto la guida del nuovo tecnico Velimir Perasović, trovò meno spazio giocando mediamente solo 15 minuti, nei quali totalizzò 5,0 punti e 4,3 a partita, fino a quando nel febbraio 2005 venne tagliato e sostituito da Robert Maras.
Sempre nel febbraio 2005, una volta lasciato il Siviglia, iniziò la sua seconda parentesi in Italia, ingaggiato dalla Virtus Roma con l'intento di sostituire Luca Garri, anche se poi quest'ultimo finì per concludere comunque la stagione a Roma. Con i capitolini Evtimov disputò tuttavia solo quattro gare, complici anche un paio di stop dovuti a una extrasistole cardiaca. Nonostante ciò, il giocatore franco-bulgaro definì successivamente questa diagnosi come falsa e frutto di una lite con il club.
Cominciò poi la stagione 2005-2006 in Slovenia all'Olimpia Lubiana: oltre che in campionato fu utilizzato anche in Eurolega, dove giocò 6 partite (di cui solo una da titolare) viaggiando a 8,3 punti e 4,8 rimbalzi di media. Lasciato il club sloveno, nel febbraio 2006 fece ritorno nella massima serie italiana con l'ingaggio da parte della neopromossa Upea Capo d'Orlando, dove sostituì il tagliato Dušan Jelić. Con 14,8 punti e 13,6 rimbalzi di media in 14 partite disputate, Evtimov contribuì non poco alla salvezza dei siciliani.
Nell'estate 2006 venne ingaggiato per la seconda volta dalla Fortitudo Bologna, a cinque anni di distanza dalla precedente parentesi. Il tecnico Fabrizio Frates ad inizio stagione lo nominò capitano. Nel frattempo, a Bologna arrivò anche suo fratello minore Ilian, tesserato però dai rivali concittadini della Virtus. A novembre Frates venne esonerato, ma anche sotto la guida del nuovo allenatore Ergin Ataman Evtimov continuò a partire prevalentemente dalla panchina fintanto che, a febbraio, venne ceduto.
Il 20 febbraio 2007 venne infatti presentato come nuovo giocatore del CB Valladolid, club che stava lottando per non retrocedere dalla Liga ACB. Chiuse la rimanente parte di stagione con 6,4 punti e 6,2 rimbalzi in 17 minuti, mentre l'anno seguente segnò 5,3 punti e catturò 6,1 rimbalzi in 19 minuti (questa volta, però, la squadra non riuscì ad evitare il penultimo posto in classifica e la retrocessione)
La stagione 2008-2009 la iniziò in Bulgaria al Levski Sofia, poi nel dicembre 2008 ebbe un'ulteriore parentesi italiana quando con la Pallacanestro Reggiana giocò due partite nel campionato di Legadue (nelle quali totalizzò rispettivamente 4 punti e 11 rimbalzi e 4 punti e 10 rimbalzi). Terminò infine l'annata in Ucraina, al Chimik Južnyj.
Dopo una tappa in Grecia al Paniōnios, una a Cipro all'AEL Limassol e una in Germania al Mitteldeutscher, trascorse gli ultimi anni della sua carriera dividendosi tra Francia e Bulgaria.

#### Nazionale
Da membro della nazionale maggiore francese, Evtimov fu tra i dodici convocati del CT Alain Weisz per gli Europei 2001 in Turchia. Nelle quattro partite in cui scese in campo, raccolse in media 5,5 punti e 3,8 rimbalzi a partita.
Ciò non gli impedì tuttavia di partecipare anche agli Europei 2009 con una nazionale diversa, quella bulgara. In questa manifestazione giocò tre partite, con 4 punti e 8,7 rimbalzi di media.

### Allenatore
Il 16 settembre 2020 Evtimov venne nominato nuovo capo allenatore del BC Chernomorets, squadra bulgara.

## Palmarès

### Giocatore

#### Squadra
- Campionato francese: 1

Pau-Orthez: 1997-98
- Coppa di Bulgaria: 1

Levski Sofia: 2011
- Match des Champions: 1

CSP Limoges: 2012
- Coppa Saporta: 1

Maroussi Atene: 2000-01
- Supercoppa slovena: 1

Union Olimpija: 2005

#### Individuale
- McDonald's All American (1996)

### Allenatore
- Coppa di Bulgaria: 1

Chernomorets: 2024